# 西鉄ライオンズの歌
「西鉄ライオンズの歌」（にしてつライオンズのうた）は、プロ野球・埼玉西武ライオンズの前身にあたる西鉄ライオンズの球団歌。作詞・サトウハチロー、作曲・藤山一郎で、1951年に発表された。
歌唱は1958年に西鉄が日本シリーズ3連覇を達成した際の主力選手である稲尾和久や豊田泰光、中西太らが同年のシーズン開幕前にレコード吹き込みを行ったものが有名である。

## 解説
1949年末の2リーグ分裂により誕生したパシフィック・リーグに加盟していた西鉄クリッパース（1950年結成）と同じく福岡市を本拠としていたセントラル・リーグの西日本パイレーツ（同年結成）が1951年に合併し、西鉄ライオンズとなったことを記念して戦前にライオン軍（2リーグ分裂後は松竹ロビンスとなり、1953年に大洋ホエールズと合併）の冠スポンサーをしていたライオン歯磨が楽曲を提供したものである。1951年7月29日に大阪球場で発表会が行われた。
作詞者のサトウはライオンズの前身に当たるにクリッパースで1年限り使用された「西鉄野球団歌」に続く起用だが、1番で「九州全土」、3番で「阿蘇のけむり」「筑紫の海」「薩摩日向の草木」と、北は福岡から南は鹿児島（薩摩）まで九州全域の地名を交えて西鉄が九州で唯一のプロ野球チームとなったことを強く意識した内容が特徴であり、これは当時の球団社長であった木村重吉の提案を受けたものとされている。
1958年のシーズン開幕前、前年の日本シリーズ優勝を記念して福岡市の渡辺通にあったRKB毎日放送のラジオAスタジオに西鉄の主力選手が大挙出演し、この歌の公開レコーディングが行われた。特に2番は豊田泰光がソロで歌唱しており、ビクターレコードが製造したSP盤（規格品番：PR1435）の盤面では「ライオンズ選手全員」とは別に豊田が単独でクレジットされている。B面曲は詩人の持田勝穂が作詞、福岡学芸大学教授の森脇憲三が作曲しRKB合唱団が歌唱する「ライオンズをたたえる歌」。
その後、西日本鉄道が1972年のシーズンを最後に球団経営から撤退し太平洋クラブ（福岡野球株式会社）に球団名が変更されたことから、球団歌も「君こそライオンズ」（歌：西郷輝彦）に変更され、クラウンライター時代の1978年まで使用されていた。現在の球団歌は、埼玉県に本拠地を移転した1979年に制定された「地平を駈ける獅子を見た」（歌：松崎しげる）である。
なお、「西鉄ライオンズの歌」は2011年と2012年のライオンズ・クラシックのラッキー7（7回裏の攻撃）において西武ドームに流れている。2016年には九州朝日放送が制作・発売したDVD『栄光の西鉄ライオンズ』（KBCDVD16-1）に「西鉄ライオンズの歌」と「ライオンズをたたえる歌」のオリジナル音源を使用したミュージックビデオが採録された。